# Capitán Cáceres
Capitán Cáceres es una localidad argentina ubicada en el departamento Monteros de la provincia de Tucumán. Se sobre la ruta provincial 324, la cual es su principal vía de comunicación vinculándola al norte con Soldado Maldonado y al sur con Concepción. Se encuentra muy próxima a la reserva provincial La Florida.
Lleva el nombre de uno de los soldados caídos durante el Operativo Independencia. El pueblo nació como iniciativa de Antonio Domingo Bussi para poblar el oeste provincial donde se observaban focos de movimientos guerrilleros, la ley de creación fue promulgada el 18 de noviembre de 1976, en los terrenos del paraje Yacuchina. La apropiación de los terrenos por parte del Estado se habría logrado tras amenazas a sus dueños.

## Población
Cuenta con 513 habitantes (Indec, 2010), lo que representa un incremento del 12 % frente a los 458 habitantes (Indec, 2001) del censo anterior.
| Gráfica de evolución demográfica de Capitán Cáceres entre 1991 y 2010 |
|                                                                       |
| Fuente: Censos nacionales del INDEC                                   |